# Willow Grove
Willow Grove – miasto w Australii, w stanie Wiktoria.